# Aman (Tolkien)
Aman (blažená říše) je kontinent ležící v Tolkienově světě. Před pádem Númenoru se nacházel na západ od Středozemě přes moře Belegaer, po něm však byl vyňat z Ardy a jen elfové tam mohou doplout. V Amanu se nachází Valinor, kde žijí Valar a tři rody elfů: Vanyar, část Noldor a část Teleri. Poblíž východního pobřeží leží ostrov Tol Eressëa.

## Historie
Po zničení ostrova Almaren v dávných časech před probuzením elfů se Valar přestěhovali do Amanu a založili zde Valinor. Na obranu nové říše vyzdvihli podél východního pobřeží obrovské hory pojmenované Pelóri a do moře na východě, Belegaeru, rozmístili Začarované ostrovy, aby zabránili plavcům dosáhnout pobřeží.
Z neznámého důvodu však nechali na ostrově za horami Pelóri opuštěné dvě země: Araman na severovýchodě a Avathar na jihovýchodě. Ungoliant, prastaré stvoření s podobou obrovského pavouka, se podařilo skrýt v Avatharu. Když Melkor unikl ze zajetí, uprchl právě za Ungoliant a s ní spřádal plány na pomstu vůči Valar.
První mořeplavec, který se dostal skrz pás Začarovaných ostrovů byl Eärendil, jenž plul do Valinoru pro pomoc proti Morgothovi (Melkorovi). Podařilo se mu to zřejmě díky silmarilu, který dostal od své ženy Elwing. Nakonec byl se svou žádostí úspěšný a Valar vytáhli do Války hněvu a rozhodli se odstranit ostrovy z moře.
Brzy po válce byl v Belegaeru blíže ke břehům Amanu vyzdvihnut ostrov Númenor a byly na něj přivedeny tři domy Edain. Ti byly od nynějška nazýváni Dúnadany, což znamená Muži západu. Za boj proti Morgothovi jim bylo požehnáno a dostali mnoho darů od Valar a elfů z Tol Eressëa. Valar však správně předpokládali, že Númenorejci budou chtít jít do Amanu získat nesmrtelnost (ačkoliv smrtelní zůstávali v Amanu stále smrtelnými), a tak jim zakázali plavit se na západ od ostrova. Ke konci druhého věku skutečně tento zákaz porušili, k čemuž bohatě přispěl Sauron. Pod velením krále Ar-Pharazôna Zlatého vypluli do Amanu s velikou armádou. Když se utábořili v okolí Túny a Ar-Pharazôn prohlásil Aman za svůj, Valar předali vládu nad světem Eruovi. A Ilúvatar ukázal svou moc: v moři mezi Amanem a Númenorem se otevřela obrovská propast a pohltila všechny Ar-Pharazônovi lodě i samotný ostrov Númenor. Na samotného Ar-Pharazôna a jeho vojsko zemětřesení svrhlo část hor Pelóri, čímž je navždy (nebo do Poslední bitvy a Dne soudu) uvěznilo ve skále. Říká se ale, že je to nezabilo, a že pod hromadami suti stále žijí.
Poté Eru vyňal Aman ze sfér světa. Do teď byla země placatá, on ji ale rozlomil na dva kusy a ten, který obsahoval Středozem, zakulatil. Když se od té doby pokoušeli námořníci plout po Eärendilových stopách, dostali se jednoduše na dálný východ. Pro elfy však existuje Přímá cesta do Valinoru, na které loď opustí zakřivení země a dopluje k břehům Amanu. Velmi málo smrtelníků dosáhlo touto cestou Valinoru, mezi nimi je Bilbo Pytlík, Frodo Pytlík, Samvěd Křepelka a Gimli.